# Cherreau
Cherreau ist eine Commune déléguée in der französischen Gemeinde Cherré-Au mit 891 Einwohnern (Stand: 1. Januar 2022) im Arrondissement Mamers im Département Sarthe in der Region Pays de la Loire. Die Einwohner werden Cherreausiens genannt.
Die Gemeinde Cherreau wurde am 1. Januar 2019 mit Cherré zur Commune nouvelle Cherré-Au zusammengeschlossen. Sie hat seither den Status einer Commune déléguée. Die Gemeinde Cherreau gehörte zum Kanton La Ferté-Bernard und zum Gemeindeverband Communauté de communes du Pays de l’Huisne Sarthoise.

## Geographie
Cherreau liegt etwa 35 Kilometer nordöstlich von Le Mans. Umgeben wurde die Gemeinde Cherreau von den Nachbargemeinden Avezé im Norden, Ceton im Osten und Nordosten, Cormes im Süden und Osten, Cherré im Süden und Südwesten, La Ferté-Bernard im Westen und Südwesten sowie Souvigné-sur-Même im Westen und Südwesten.

## Bevölkerungsentwicklung
| 1962                      | 1968 | 1975 | 1982 | 1990 | 1999 | 2006 | 2013 |
| ------------------------- | ---- | ---- | ---- | ---- | ---- | ---- | ---- |
| 327                       | 372  | 552  | 558  | 694  | 726  | 787  | 929  |
| Quelle: Cassini und INSEE |      |      |      |      |      |      |      |

## Sehenswürdigkeiten
- Kirche Saint-Symphorien, seit 1926 Monument historique
- früheres Kloster von La Pelice aus dem 12. Jahrhundert, Monument historique seit 1986
- Schloss La Plisse
- Schloss La Sorrie
- Ruine von Plesse

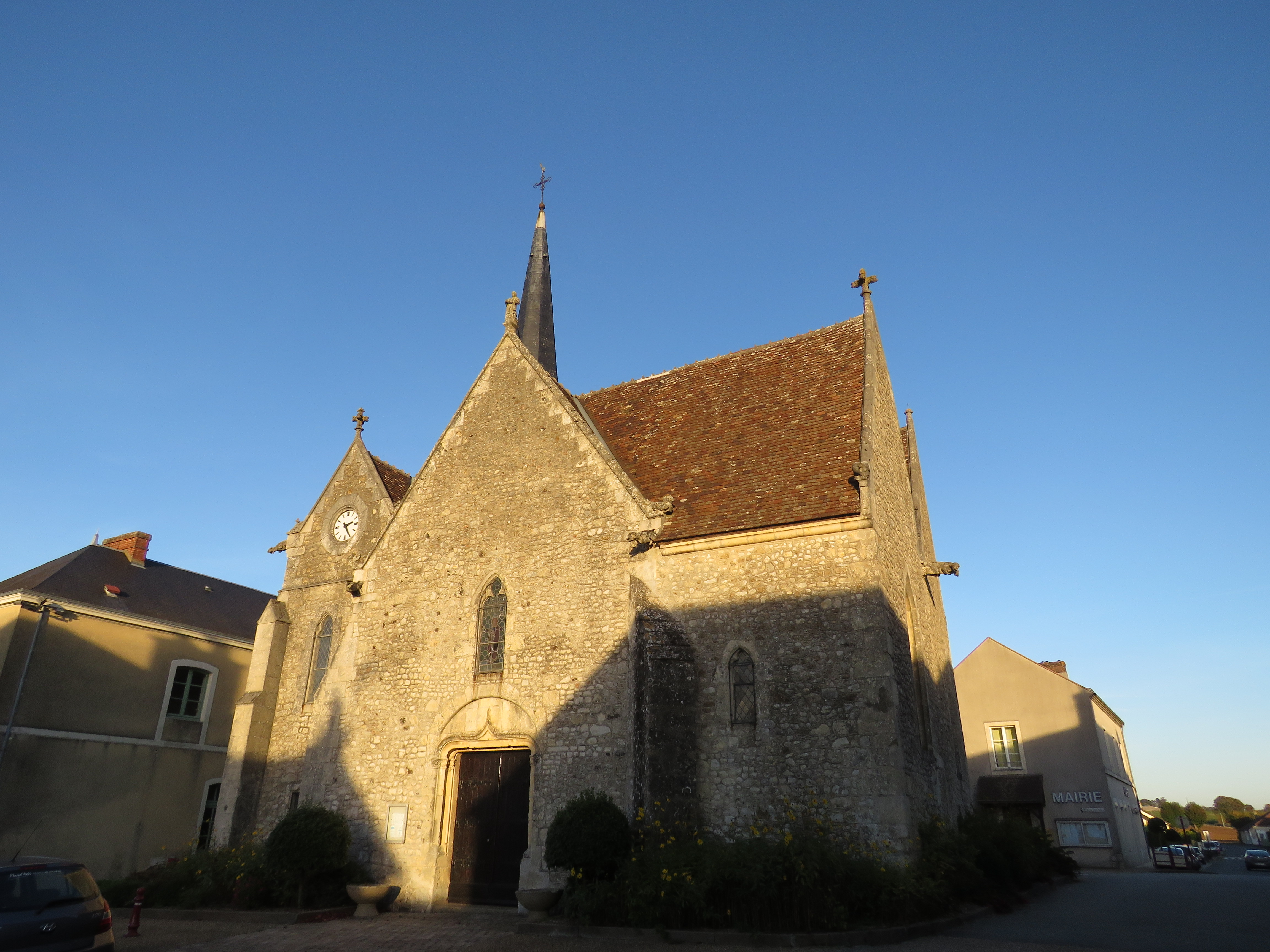
Kirche Saint-Symphorien
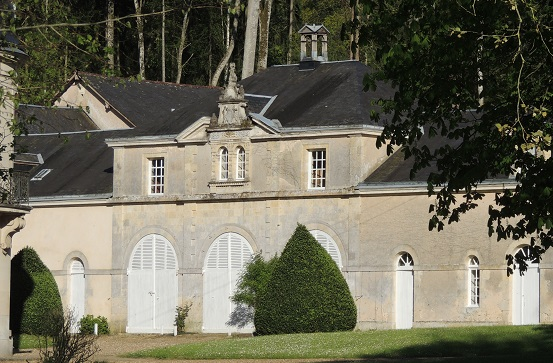
Früheres Kloster La Pelice